# Zajednička glava mišića ispružača
Zajednička glava mišića ispružača je tetiva koja služi kao polazište određenih mišića, uglavnom stražnje strane podlaktice. Tetiva polazi od lateralnog nadzglavka (lat. epicondylus lateralis) ramene kosti.
Mišić čije je polazište ili jedno od polazišta, zajednička glava ispružača:
- ispružač prstiju - lat. musculus extensor digitorum
- ispružač malog prsta - lat. musculus extensor digiti minimi
- ulnarni ispružač zapešća - lat. musculus extensor carpi ulnaris
- kratki radijalni ispružač zapešća - lat. musculus extensor carpi radijalis brevis